# HMS Frederick William (1860)
Le HMS Frederick William est un navire de ligne de 1er rang (86 canons) de la Royal Navy propulsé par hélice lancé en 1860.

## Construction
Le HMS Frederick William a été initialement commandé au chantier naval de Portsmouth le 12 septembre 1833 en tant que navire de ligne de classe Queen de 110 canons, sous le nom de HMS Royal Sovereign. La commande a été suspendue le 7 mai 1834, mais a ensuite été renouvelée, cette fois sous le nom de HMS Royal Frederick, un changement de nom qui a eu lieu le 12 avril 1839. La quille a été déposée le 1er juillet 1841, mais les travaux ont été lents, et le 29 juin 1848, une modification de la conception de la classe Queen a entraîné une nouvelle commande, toujours propulsée uniquement par des voiles. La commande du navire encore inachevé a de nouveau été modifiée le 28 février 1857 pour en faire un des deux navires de la classe Windsor Castle. Le HMS Windsor Castle. Les qualités nautiques du HMS Windsor Castle étant désastreuses, il a été ordonné le 30 avril 1859 que le HMS Royal Frederick soit achevé en tant que cuirassé à hélice de deux ponts et 86 canons. Les travaux de conversion ont commencé le 28 mai 1859 et le navire a été rebaptisé HMS Frederick William le 28 janvier 1860, peu de temps avant son lancement le 24 mars de la même année. le navire a été achevée en juin 1860,.

## Carrière

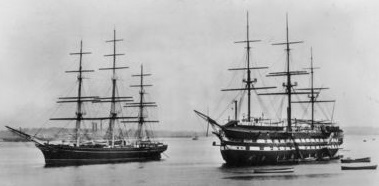
Le Cutty Sark à côté du navire-école HMS Worcester.

Lancé en juin 1860, le HMS Frederick William a été commissionné le 1er juillet 1864 et armé de 86 canons, Du 1er juillet au 31 décembre 1864, il a servi comme station d'accueil de service de la Garde côtière, à Portland, en remplacement du HMS Colossus.
Le 19 octobre 1876, il est rebaptisé HMS Worcester, pour assumer un nouveau rôle de navire-école à Greenhithe pour le Thames Nautical Training College,. Il a rempli ce rôle jusqu'à sa vente en juillet 1948. Il a sombré dans la Tamise le 30 août 1948. Il a été relevé en mai 1953 et démoli par Tennant & Horne,,.

## Personnalités
- Gilbert Thomas Carter (1848-1927) - Gouverneur de la colonie de Lagos a été commis adjoint sur le HMS Frederick William (1864-1866)